# Den evige Stad
Den evige Stad er en amerikansk stumfilm fra 1915 af Edwin S. Porter og Hugh Ford.

## Medvirkende
- Pauline Frederick som Donna Roma.
- Thomas Holding som David Rossi / David Leone.
- George Stillwell som Leone.
- Della Bella.
- Frank Losee som Bonelli.